# میترنس
میترنس (یونانی: Mιθρένης or Mιθρίνης: Mιθρένης یا Mιθρίνης) فرمانده پارسی نیرویی بود که ارگ سارد را در اختیار داشت. به گفته سیریل تومانوف، او همچنین یکی از اعضای دودمان یرواندی، ایرانی‌تبار بود. والدمار هکل، از سوی دیگر، میترنس را یک نجیب‌زاده ایرانی با پیشینه خانوادگی ناشناخته می‌داند. پس از نبرد گرانیک میترنس داوطلبانه به اسکندر مقدونی تسلیم شد و مورد احترام زیادی قرار گرفت. میترنس پس از نبرد ایسوس در اردوگاه مقدونی حضور داشت و اسکندر به او دستور داد تا قبل از تغییر عقیده و واگذاری وظیفه به لئوناتوس، از خانواده اسیر شده داریوش سوم دیدن کند و به آنها اطمینان دهد که داریوش زنده است. او برای اسکندر در نبرد گوگمل جنگید، و از قضا در حال مبارزه با ارتشی بود که پدرش یرواند دوم نیز در آن حضور داشت. پس از آن اسکندر او را ساتراپ ارمنستان منصوب کرد.
میترنس پس از این انتصاب از سوابق تاریخی ناپدید می‌شود و سرنوشت نهایی او مشخص نیست. مشخص نیست که آیا او واقعاً توانسته کنترل ساتراپی خود را به دست بگیرد یا خیر. به گفته کورتیوس، اسکندر مقدونی در سخنرانی خود در هکاتومپیلوس در سال ۳۳۰ پیش از میلاد، ارمنستان را در زمره سرزمین‌های فتح شده توسط مقدونی‌ها قرار داد، به این معنی که میترنس موفق به فتح آن شد. از سوی دیگر، ژوستین بازنقل تروگ پمپه‌ای از سخنرانی منسوب به مهرداد ششم (پنتوس) را بازنویسی کرد که در آن ذکر شده بود که اسکندر ارمنستان را فتح نکرده‌است.
دکسیپوس ساتراپی کارمانیا را که پس از مرگ اسکندر به نئوپتولموس واگذار شد، فهرست می‌کند. با این حال، دیودور و ژوستین این ساتراپی را به تپولموس اختصاص دادند. متن دکسیپوس را اصلاح کرد تا کارمانیا را به تپولموس و ارمنستان را به نئوپتولموس اختصاص دهد. پت ویتلی و والدمار هکل این اصلاحیه را بعید می‌دانستند که متن اصلی را نشان دهد، و محتمل‌تر می‌دانستند که بخشی از متن دکسیپوس شامل یک خطای کتبی باشد، زیرا «نئوپتولموس» یک تخریب آسان از «Tlepolemus» است. نئوپتولموس ظاهراً پس از مرگ اسکندر به ارمنستان لشکرکشی کرد، اما وضعیت رسمی او در این منطقه نامشخص است. او ممکن است یک رهبر ارتش باشد تا یک ساتراپ. نئوپتولموس تنها موفق به ایجاد ویرانی در ارمنستان شد که نشان می‌دهد او با هیچ ساتراپ موجود همکاری نمی‌کرد.
دیودور و پولیانوس از مردی به نام یرواند یاد می‌کنند که در جریان جنگ دوم دیادوخوی‌ها ساتراپ ارمنستان بود. دیودور اضافه می‌کند که این یرواند دوست Peucestas بود. ادوارد آنسون و والدمار هکل این ساتراپ را همان یرواند می‌دانند که برای داریوش سوم در نبرد گوگمل جنگید. نویسندگان بیان می‌کنند که میترنس ممکن است در تلاشی ناموفق برای بیرون کشیدن ارمنستان از دست یرواند کشته شده باشد.
از سوی دیگر، NGL Hammond منابع را اینگونه تفسیر کرد که نشان می‌دهد ارمنستان قبلاً در زمان اعزام میترنس از بابل در اواخر سال ۳۳۱ پیش از میلاد به آنجا تسلیم شده بود، که میترنس آن را به عنوان ساتراپ از طرف حکومت جدید مقدونیه به دست گرفت و او در سال ۳۲۳ پیش از میلاد، زمانی که پردیکاس اجازه داد برخی از ساتراپی‌ها زیر نظر ساتراپ‌های موجود باقی بمانند، به عنوان ساتراپ باقی ماند. در سال ۳۱۷ پیش از میلاد، میترنس دیگر ساتراپ نبود، اما یرواند جایگزین او شد. هاموند خاطرنشان کرد که استرابون ساتراپی ارمنستان را در مقایسه با وسعت ارمنستان در زمان آرتاشس یکم و زریر توصیف می‌کند. بر اساس این متن هاموند پیشنهاد کرد که حکومت میترنس ممکن است تا دریاچه وان گسترش نیافته باشد.
پس از مرگ نئوپتولموس و در جریان مبارزات میان دیادوخوی‌ها، به نظر می‌رسد میترنس نه تنها به جایگاه اجدادی خود بازگشت، بلکه خود را پادشاه اعلام کرد. 
یکی از کتیبه‌های کوه نمرود که جزئیات اصل و نسب آنتیوخوس یکم تئوس کوماژن را نشان می‌دهد، نیاکانی را فهرست می‌کند که نامش به‌طور ناقص حفظ شده‌است و پسر یرواند، جد دوم آنتیوخوس است که در کتیبه‌های کوه نمرود ذکر شده‌است که این نام را یدک می‌کشد. با یرواند که توسط کارل یولیوس بلوخ و هرمان بریدر فرماندهی در نبرد گوگمل بود، شناسایی شد؛ فردریش کارل دورنر این شناسایی را مشکوک یافت. ارنست هونیگمن نام پسر یرواند را به صورت [Mιθρ]άνην، [Mithr]anen اصلاح کرد. با این حال، فردریش کارل دورنر و جان اچ یانگ (۱۹۹۶) اولین حرف حفظ شده از نام را به عنوان دلتا تفسیر کردند، به طوری که نام پسر یرواند با -δανης, - danes به پایان می‌رسید.
هرمان بریدر (۲۰۱۴) نیز این کتیبه را اینگونه تفسیر کرد که نشان می‌دهد نام پسر یرواند دوم با - danes ختم می‌شود.